# День триффідів (роман)
«День триффідів» (англ. The Day of the Triffids) — фантастичний роман Джона Віндема, опублікований у 1951 році. Перший твір автора, підписаний іменем Джон Віндем. Є найвідомішим його романом.
2003 року внесений до списку найулюбленіших творів усіх часів BBC Big Read.

## Сюжет
Роман розпочинається з пробудження головного героя, біолога Білла Мейсона, у лікарні святого Мерріна у Лондоні. Його очі вкриті пов'язкою, оскільки він переніс на них операцію. Незвична тиша та дивні звуки з перших поверхів лякають Білла, він знімає пов'язку з очей самостійно. Швидко йому стає ясно, що всі люди навколо осліпли. Виною тому є метеоритний дощ, на красиве зелене сяяння якого вчорашнього вечора вийшли подивитись всі люди.
Передісторія розказує про появу трифідів, дерев, що самостійно ходять, з небезпечним отруйним жалом. Їхнє походження точно невідоме (у їх створенні підозрюють Росію), але через дуже цінну олію їх широко використовують у виробництві. Після видалення жала якість олії знижується, тому на сучасних фермах триффідів їм не видаляють жала, працівники працюють у спеціальних захисних шоломах. Білл Мейсон був одним з таких працівників, і, хоча був одягнений у шолом, отруйний удар триффіда пошкодив його очі. Через те він опинився у лікарні.
Після дивного сяяння більшість людей сліпнуть. Лише невелика частка людей, які з різних причин не дивилися на сяйво, зберігають зір. Одну з них, дівчину на ім'я Джозелла Плейтон, Білл визволяє від осліплого чоловіка, який прив'язав її мотузкою та таким чином взяв у заручники. Білл і Джозелла об'єднуються. Вони беруть машину та їдуть на пошуки батьків Джозелли. Тут же вони зустрічають триффіда, який звільнився з-під контролю людей та вільно гуляє містом. Осліплі люди стають легкою здобиччю для хижого дерева. Від жала триффіда загинули батьки Джозелли.
Вночі вони помічають червоне світло з башти університету. З допомогою цього візуального сигналу люди під керівництвом Майкла Бідлі збирають зрячих. На зборі групи Бідлі вирішують незабаром виїхати з міста, бо воно з часом стає все більш небезпечним. Джозелла та Білл проводять останні дні у Лондоні разом. Між ними зав'язуються романтичні стосунки та вони дають одне одному обіцянку одружитися у майбутньому. Однак їм не вдається виїхати разом з групою Бідлі, оскільки вони потрапляють у полон, влаштований Коукером.
Коукер розподіляє впійманих зрячих на групи зі сліпими, яким вони повинні допомагати знаходити їжу. Однак незабаром сліпі починають вмирати від невідомої хвороби та ці групи розпадаються. Звільнений Білл намагається знайти Джозеллу, але не знаходить її. Разом із Коукером, який визнає помилковість своїх попередніх дій, вони виїжджають з Лондона.
Білл і Коукер прибувають до маєтку Тіншем, де намагається створити громаду міс Дюран. Однак незабаром вони покидають його. Дорогою вони зустрічають багато звільнених триффідів. Їм зустрічається ще одна невеличка група зрячих. Коукер залишається з ними, а Білл один їде до ферми Шірнінг, де може бути Джозелла. Біля ферми Білл підбирає маленьку дівчинку Сьюзен, родину якої вбили триффіди. Вночі за допомогою сигналу ліхтариків Білл знаходить Джозеллу, та вони возз'єднуються.
Білл та Джозелла облаштовують господарство на фермі та створюють родину. Окрім них тут живуть осліплі власники ферми Деніс та Мері Брент та їх знайома дівчина Джойс. Пізніше Мері народжує зрячу дівчину, у Білла та Джозелли народжується хлопчик Девід. З часом ферму оточують триффіди, які знаходять людські мешкання, орієнтуючись на шум. Навкруги ферми роблять огорожу, до якої підключають електрику, але все одно інколи вони проривають огорожу. Проте вони знаходять способи стримувати наступ триффідів.
За допомогою вертольоту їх знаходить громада Бідлі, яка влаштувалася на острові Вайт. Їм пропонують перебратися на цей острів і вони погоджуються. Але наступного дня до Ширнінга приїжджають озброєні люди Торренса, лідера громади з жорсткими феодальними порядками. Торренс примушує приєднатися до його громади. Вночі Білл зі всією родиною покидають Ширнінг та виїжджають на острів Вайт, попередньо пошкодивши всюдихід Торренса. Людей Торренса вбивають триффіди.
Від'їхавши на безпечну відстань, вони зупиняються та роблять прощальний погляд на Ширнінг. Білл обіцяє, що колись знайде спосіб позбутися триффідів і вони повернуться у Ширнінг.

## Триффіди
Триффіди є хижими деревами, які вміють рухатися за допомогою трьох коренів, що здатні переміщатися подібно ногам. Їхня швидкість дорівнює швидкості ходи людини.
Мають кулеподібну дерев'яну основу, вкриту схожими на волоссячко відростками. З основи виростає стебло. Стебло завершується чашкою, з якої виходить жало. Жало здатне вбити людину. Якщо жало відрізати, то нове виростає за 2 роки.
В основі стебла є три невеликих живці. Б'ючи ними по стеблу, триффіди спілкуються один з одним. Здатні чути звуки, за звуками можуть вислідити жертву.
Середня висота дорослого дерева становить 2 метри. Найвище дерево було знайдене у тропіках і досягало 3 метрів 40 сантиметрів. За перший рік виростає на половину висоти дорослого дерева.
Харчуються комахами, що залітають у чашку та прилипають до її липкої речовини. Але можуть харчуватися м'ясом тварин та людини. При цьому їхнє жало не здатне відірвати свіже м'ясо, тому вбивши жертву, дерево чекає, поки труп почне розкладатися.
Ростуть всюди, окрім арктичних територій та пустель.
Мають цінну олію, яку можна використовувати як паливо та у харчовому виробництві. Через те були поширені ферми, що вирощували триффідів. Триффіди на фермах були з необрізаним жалом, оскільки після видалення жала якість олії падала. Робітники працювали у захисних масках.

## Персонажі
- Білл Мейсон — біолог, спеціаліст по триффідах. Був ужалений триффідом у дитинстві, після чого отримав деякий імунітет від їхньої отрути. Під час метеоритного дощу перебував у лікарні після операції на очах, тому не бачив його.

- Джозелла Плейтон (після одруження — Джозелла Мейсон) — дівчина, авторка книги «Секс — моя пригода». Походить із заможної родини. Світловолоса. У день метеоритного дощу спала. Після одруження з Біллом бере його прізвище. Народжує сина Девіда.

- Вілфред Коукер — професійний оратор, який до метеоритного дощу брав участь у різних політичних зборах. Був заарештований до метеоритного дощу, під час арешту не міг його бачити. Був в опозиції до групи Бідлі, спробував примусити зрячих допомагати осліплим, але його спроба зазнала невдачі. Після цього приєднався до групи Бідлі.

- Майкл Бідлі — керівник громади, що виїхала на острів Вайт. Через те, що у групі зрячі чоловіки повинні були одружитись із кількома осліплими жінками, не всі могли сприйняти ідеали групи.

- Флоренс Дюран — керівник громади, опозиційної групи Бідлі. Заперечувала полігамію. Її група загинула від чуми та атаки триффідів.

- Торренс — керівник громади, що базувалася на жорстких феодальних порядках. Повноправними членами визнавав тільки зрячих. Загинув від триффідів в кінці роману.

- Сьюзен — дівчинка, яку Білл підібрав у Ширнінзі. Її батьки зникли, а брата вбив триффід. Удочерена Біллом та Джозеллою.

- Деніс та Мері Брент — власники ферми Ширнінг, осліплі під час метеоритного дощу.

- Джойс Тейлор — знайома Деніса та Мері, що була з ними під час метеоритного дощу та осліпла.

## Відзнаки
Найавторитетнішим шотландським критиком-фантастикознавцем Дейвідом Прінґлом роман включено до переліку 100 найкращих англомовних науково-фантастичних романів за період з 1949 по 1984 рік.

## Цікавинки
- Основні дії роману проходять у 1974—1979 роках[2].
- У СРСР роман був відомий за російським перекладом Аркадія Стругацького під псевдонімом С. Бережков. Переклад вийшов з невеликими цензурними купюрами[3].
- Є декілька версій походження слова «триффід». За найпопулярнішою версією вона походить від англійського «three-feet» («три ноги»). За іншою версію назва походить від англійського «terrified» («жахливий»)[4].
- Англійський письменник Саймон Кларк створив роман-продовження «Ніч триффідів» (англ. «Night of the Triffids», 2001)

## Екранізації
- День триффідів, Велика Британія, 1963
- День триффідів, мінісеріал, Велика Британія, 1981
- День триффідів, мінісеріал, Велика Британія, 2009

## Український переклад
Переклад українською представило видавництво Книжковий клуб «Клуб сімейного дозвілля» у 2018 році.